# Burdaard
Burdaard (en néerlandais : Birdaard) est un village de la commune néerlandaise de Noardeast-Fryslân, situé dans la province de Frise.

## Géographie
Le village est situé dans le nord de la Frise, à 8 km au sud-ouest de Dokkum. Il est arrosé par le Dokkumer Ie.

## Histoire
Burdaard fait partie de la commune de Ferwerderadiel avant le 1er janvier 2019, où celle-ci est supprimée et fusionnée avec Dongeradeel et Kollumerland en Nieuwkruisland pour former la nouvelle commune de Noardeast-Fryslân.

## Démographie
Le 1er janvier 2018, le village comptait 1 175 habitants.